# Pardeeville
Pardeeville – wieś w Stanach Zjednoczonych, w stanie Wisconsin, w hrabstwie Columbia.